# Julien De Sart
Julien De Sart (ur. 23 grudnia 1994 w Waremme) – belgijski piłkarz występujący na pozycji pomocnika w KAA Gent.